# Charlieplexing

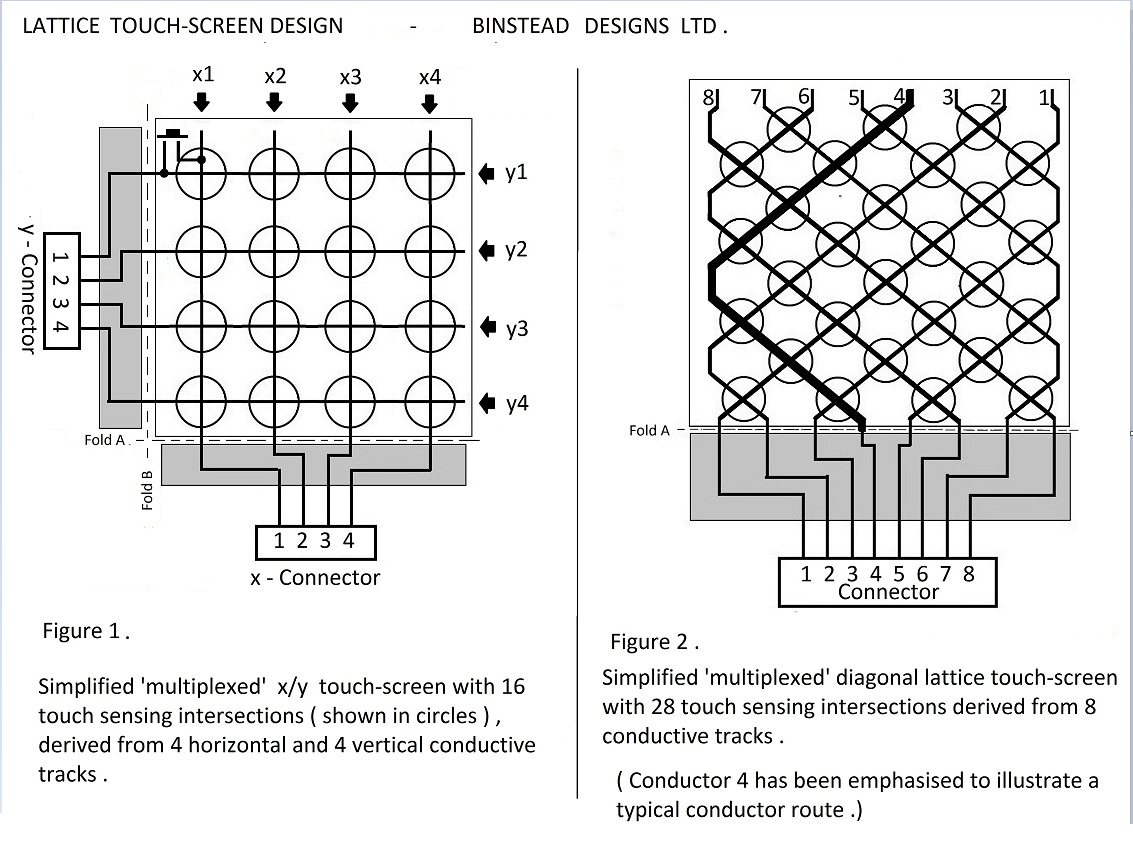
Diagrama de touchscreen multiplexado

Charlieplexing é uma técnica para a condução de um display multiplexado em que relativamente poucos dos pinos de I/O num microcontrolador são usados para conduzir uma matriz de LEDs. O método utiliza as capacidades de lógica tri-state de microcontroladores, a fim de ganhar eficiência ao longo de multiplexação tradicional. Embora seja mais eficiente no uso de I/O, há questões que fazem com que seja mais complicado para projetar e torná-lo impraticável para telas maiores. Essas questões incluem ciclo de trabalho, as exigências atuais e as tensões frente dos LEDs.